# ستيف نيومان
ستيف نيومان (بالإنجليزية: Steve Neumann)‏ (2 أكتوبر 1991 في الولايات المتحدة - ) هو لاعب كرة قدم أمريكي في مركز الهجوم. لعب مع نيو إنجلاند ريفولوشن وريدينغ يونايتد إيسي.

## روابط خارجية
- ستيف نيومان على موقع الدوري الأمريكي (الإنجليزية)
- ستيف نيومان على موقع قاعدة بيانات كرة القدم.إي يو (الإنجليزية)
- ستيف نيومان على موقع AS.com (الإسبانية)